# Eric Mathoho
Eric Molomowanadou Mathoho (Venda, 1º marzo 1990) è un ex calciatore sudafricano, di ruolo difensore.

## Carriera

### Club
Ha giocato nella massima serie sudafricana.

### Nazionale
Ha esordito in nazionale nel 2011.

## Palmarès

### Club

#### Competizioni nazionali
- Campionato sudafricano: 1

Kaizer Chiefs: 2012-2013
- Coppa del Sudafrica: 1

Kaizer Chiefs: 2012-2013